# حادثة الإسحاقي
تشير حادثة الإسحاقي إلى القتل الجماعي المبلغ عنه للمدنيين العراقيين الذي يُزعم أن قوات الولايات المتحدة المحتلة للعراق ارتكبت فيه في بلدة الإسحاقي في 15 آذار / مارس 2006.
وبعد الحادث اتهمت الشرطة العراقية القوات الأمريكية المحتلة حينئذٍ للعراق باعتقال وإطلاق النار عمدا على 11 شخصا، من بينهم خمسة أطفال وأربع نساء قبل تفجير منزلهم. ورد متحدث عسكري أمريكي في ذلك الوقت بأنه «من غير المرجح أن تكون [المزاعم] صحيحة». وقالت السلطات الأمريكية إن القوات الأمريكية المحتلة شاركت في معركة بالأسلحة النارية بعد تلقيها بلاغًا بأن أحد مؤيدي القاعدة كان يزور المنزل. وفقا للأمريكيين انهار المبنى تحت نيران كثيفة مما أسفر عن مقتل أربعة أشخاص، مشتبه به وامرأتين وطفل.
كشفت البرقيات الدبلوماسية التي نشرتها ويكيليكس في عام 2011 أن فيليب ألستون، المقرر الخاص للأمم المتحدة المعني بحالات الإعدام خارج القضاء أو بإجراءات موجزة أو تعسفية، أثار على الفور أسئلة حول الحادث.
في حزيران/يونيو 2006 أشارت الولايات المتحدة إلى أنها تعيد التحقيق في الحادثة، بعد أن حصلت هيئة الإذاعة البريطانية على شريط من «جماعة سنية متشددة» يبدو أنه يحتوي على أدلة تدعم مزاعم الشرطة العراقية. ووجد التحقيق أن العسكريين الأمريكيين اتبعوا الإجراءات وقواعد الاشتباك المناسبة، ولم تتم إدانتهم بسوء السلوك. ورفضت الحكومة العراقية على الفور نتائج التحقيق الأمريكي قائلة إنها ستواصل تحقيقها.
وفور إغلاق التحقيق الأمريكي ردت الحكومة العراقية بفتح تحقيق خاص بها، حيث صرح مساعد رئيس الوزراء العراقي نوري المالكي عدنان الكاظمي بأن التقرير الأمريكي «لم يكن عادلاً للشعب العراقي والأطفال الذين قتلوا».
في أيلول/سبتمبر 2011 أعادت الحكومة العراقية فتح تحقيقها بعد أن نشرت ويكيليكس برقية دبلوماسية مسربة يظهر فيها أن فيليب ألستون، المقرر الخاص للأمم المتحدة المعني بحالات الإعدام خارج القضاء أو بإجراءات موجزة أو تعسفية، يدعم رواية الأحداث التي قدمها سكان الإسحاقي. أبرق ألستون وزارة الخارجية الأمريكية بعد أسابيع قليلة من الحادث. وذكر ألستون أن القوات الأمريكية المحتلة قيدت أيدي سكان أحد المنازل وأعدمتهم في 15 مارس / آذار 2006. كان من بين السكان خمسة أطفال دون سن الخامسة. وأكد تشريح الجثث في وقت لاحق أن «جميع الجثث أصيبت بطلقات نارية في الرأس ومقيدة اليدين».